# Mauricio Benítez
Mauricio Benítez (Florencio Varela, 3 de febrero de 2004) es un futbolista argentino que se desempeña como centrocampista en el Royal Antwerp de la Jupiler Pro League de Bélgica, a préstamo desde Boca Juniors.

## Trayectoria

### C. A. Boca Juniors
Integró divisiones inferiores del Club Atlético Boca Juniors desde sus divisiones más tempranas. Su arribo se produjo en la temporada 2010-11, siendo captado por los formadores Diego Mazzilli y Roberto Madoery. Antes de llegar a la reserva, fue campeón de las categorías Novena y Sexta. Su logro más importante en su trayecto como futbolista en formación fue la obtención de la Copa Libertadores Sub-20 y la Copa Intercontinental Sub-20.
Su debut en Primera División se produjo el día 1 de febrero de 2024 en el empate 1:1 entre Boca Juniors y Sarmiento de Junin. A pesar de estar ganándose el puesto con sus buenas actuaciones, en abril de ese año sufrió un desgarro previo al encuentro frente a Godoy Cruz de Mendoza.

### Royal Antwerp F. C.
El 2 de febrero del 2025, se confirmó su salida al Royal Antwerp de la Jupiler Pro League de Bélgica, en calidad de préstamo por 18 meses con opción de compra.

## Estadísticas

### Clubes
Actualizado de acuerdo al último partido jugado el 16 de agosto de 2025.
| Club | Div.                | Temporada           | Liga  | Liga  | Liga   | Copas Nacionales(1) | Copas Nacionales(1) | Copas Nacionales(1) | Torneos Internacionales(2) | Torneos Internacionales(2) | Torneos Internacionales(2) | Total | Total | Total  | Media goleadora(3) |
| Club | Div.                | Temporada           | Part. | Goles | Asist. | Part.               | Goles               | Asist.              | Part.                      | Goles                      | Asist.                     | Part. | Goles | Asist. | Media goleadora(3) |
| --- | ------------------- | ------------------- | ----- | ----- | ------ | ------------------- | ------------------- | ------------------- | -------------------------- | -------------------------- | -------------------------- | ----- | ----- | ------ | ------------------ |
| C. A. Boca Juniors Argentina | 1.ª                 |                     |       |       |        |                     |                     |                     |                            |                            |                            |       |       |        |                    |
| C. A. Boca Juniors Argentina | 1.ª                 | 2024                | —     | —     | —      | 6                   | 0                   | 0                   | 5                          | 0                          | 0                          | 11    | 0     | 0      | 0                  |
| C. A. Boca Juniors Argentina | Total club          | Total club          | 0     | 0     | 0      | 6                   | 0                   | 0                   | 5                          | 0                          | 0                          | 11    | 0     | 0      | 0                  |
| Royal Antwerp🇧🇪Belgica | 1.ª                 | 2024-25             | 10    | 0     | 0      | 1                   | 0                   | 0                   | 0                          | 0                          | 0                          | 11    | 0     | 0      | 0                  |
| Royal Antwerp🇧🇪Belgica | 1.ª                 | 2025-26             | 4     | 0     | 0      | 0                   | 0                   | 0                   | 0                          | 0                          | 0                          | 4     | 0     | 0      | 0                  |
| Royal Antwerp🇧🇪Belgica | Total club          | Total club          | 14    | 0     | 0      | 1                   | 0                   | 0                   | 0                          | 0                          | 0                          | 15    | 0     | 0      | 0                  |
| Total en su carrera | Total en su carrera | Total en su carrera | 14    | 0     | 0      | 7                   | 0                   | 0                   | 5                          | 0                          | 0                          | 26    | 0     | 0      | 0                  |
| (1) Incluye datos de la Copa Argentina, Copa de la Liga Profesional y Supercopa Argentina.(2) Incluye datos de la Copa Libertadores.(3) No incluye goles en partidos amistosos. |                     |                     |       |       |        |                     |                     |                     |                            |                            |                            |       |       |        |                    |

## Palmarés

### Campeonatos internacionales
| Título                       | Equipo                    | País      | Año  |
| ---------------------------- | ------------------------- | --------- | ---- |
| Copa Libertadores Sub-20     | C. A. Boca Juniors Sub-20 | Argentina | 2023 |
| Copa Intercontinental Sub-20 | C. A. Boca Juniors Sub-20 | Argentina | 2023 |